# مايكل جي فوكس
مايكل جاي فوكس (Michael J. Fox) (ولد مايكل آندرو فوكس في 9 يونيو 1961، في إدمونتون، ألبرتا) هو ممثل أمريكي كندي حاصل على جائزة إيمي. من بين أشهر أعماله السينمائية والتلفزيونية شخصية «مارتي ماكفلاي» في سلسلة الأفلام الثلاثية «العودة إلى المستقبل» (Back to the Future) (من 1985 إلى 1990)، وشخصية «آلكس بي كيتون» في مسلسل «روابط عائلية» (Family Ties) (من 1982 إلى 1989).

## سيرة
ولد مايكل فوكس في مدينة إدمونتون، ألبرتا، وثم انتقل إلى فانكوفر، كولومبيا البريطانية. بدأ التمثيل في سن الخامسة عشر في المسلسل الكوميدي «ليو وأنا» (Leo and Me) (عام 1976). بعد ثلاث أعوام رحل إلى لوس أنجلوس. شارك في مسلسل «روابط عائلية» (Family Ties) ممثلاً شخصية «آلكس بي كيتون» عام 1982. كما أخذ دور البطولة في العديد من الأعمال منها: «الذئب المراهق» (1985)، «مدرسة الولايات المتحدة الأمريكية الثانوية» (1983)، و«العودة إلى المستقبل» (1985).
يعد دور «آلكس بي كيتون» في مسلسل إن بي سي «روابط عائلية» (1982 - 1989) أول عمل ناجح له، حيث ربح فوكس ثلاث جوائز إيمي وبالإضافة إلى الكرة الذهبية (غولدين غلوب). تزوج فوكس الممثلة تريسي بولان في 1988، والتي كانت إحدى ممثلات مسلسل «روابط عائلية». من الأدوار الرئيسية الأخرى التي قام بأدائها شخصية «مايكل فلاهيرتي» في "Spin City" من 1996 إلى 2000. ربح العديد من الأوسمة لهذا الدور من بينها ثلاث جوائز غولدين غلوب.
يعرف الممثل بإصابته بمرض باركنسن منذ عام 1991. في عام 2000 أنشأ مؤسسة أبحاث للمرض وهي «مؤسسة مايكل جاي فوكس لأبحاث مرض باركنسن» (The Michael J. Fox Foundation for Parkinson's Research).

## وصلات خارجية
- مايكل جي فوكس على موقع IMDb (الإنجليزية)
- مايكل جي فوكس على موقع ميتاكريتيك (الإنجليزية)
- مايكل جي فوكس على موقع الموسوعة البريطانية (الإنجليزية)
- مايكل جي فوكس على موقع روتن توميتوز (الإنجليزية)
- مايكل جي فوكس على موقع مونزينجر (الألمانية)
- مايكل جي فوكس على موقع ألو سيني (الفرنسية)
- مايكل جي فوكس على موقع ميوزك برينز (الإنجليزية)
- مايكل جي فوكس على موقع تيرنر كلاسيك موفيز (الإنجليزية)
- مايكل جي فوكس على موقع أول موفي (الإنجليزية)
- مايكل جي فوكس على موقع قاعدة بيانات الأفلام السويدية (السويدية)
- الموقع الرسمي
- صفحة الممثل في موقع IMDb
- صفحة الممثل في موقع TV.com